# Gustave Le Borgne de La Tour
Pour les articles homonymes, voir Le Borgne et De La Tour.
Gustave-Louis-Jean-Marie Le Borgne, comte de La Tour, né le 1er février 1814 à Quintin et mort le 15 octobre 1893 à Tréguier, est un militaire et homme politique français.

## Biographie
Gustave Le Borgne de La Tour appartenait à une famille légitimiste. À la suite des troubles de la Vendée en 1832, il dut quitter la France, alla en Allemagne, puis en Hongrie, où il prit du service, et parvint au grade de capitaine. 
Rentré en France en 1848, il se rallia à la politique du prince Louis-Napoléon, qu'il avait connu à l'étranger, devint conseiller général de son département et directeur du Journal de Saint-Brieuc, collabora au journal l'Univers, et fut successivement élu député au Corps législatif dans la 4e circonscription des Côtes-du-Nord, le 29 février 1852, le 22 juin 1857, le 1er juin 1863.
La Tour siégea dans la majorité dynastique, et prit souvent la parole, notamment en faveur du pouvoir temporel; le 30 juin 1870, il exposa que le contingent militaire était insuffisant, et qu'on ferait bien d'emprunter quelques dispositions à la législation prussienne. Le Borgne de la Tour vota pour la guerre de 1870, et quitta la vie politique à la chute de l'empire.
Il était officier de la Légion d'honneur, commandeur de l'ordre de Saint-Grégoire-le-Grand et de l'ordre de François-Joseph d'Autriche, chevalier de l'ordre de Saint-Sylvestre.

## Distinctions
- Chevalier de l'ordre de Saint-Sylvestre
- Officier de la Légion d'honneur

## Œuvres
- Du Mouvement social (1848)[1]
- Lorraine et France : études sur les doctrines religieuses et la politique de ces deux pays et de leurs princes depuis la Renaissance (1851)[2]
- Stérilité des missions protestantes (1853)[3]
- Scènes de la vie hongroise (1860)[4]
- Nouvelles scènes de la vie hongroise (1864)[5]
- Discours prononcés sur la politique intérieure dans les séances du Corps législatif des 8 avril 1865, 26 février, 17 mai et 21 juin 1866 (1866)[6]
- Discours prononcé sur la politique extérieure dans la séance du Corps législatif du 16 mars 1867 (1867)[7]
- Discours prononcés dans les séances du Corps législatif des 3 et 20 décembre 1867 (1867)

### Sources / bibliographie
« Gustave Le Borgne de La Tour », dans Adolphe Robert et Gaston Cougny, Dictionnaire des parlementaires français, Edgar Bourloton, 1889-1891 [détail de l’édition]